# Pyraminx

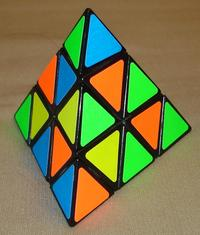
Il Pyraminx non risolto.

Il Pyraminx è un twisty puzzle, simile al cubo di Rubik, di forma tetraedrica.

## Storia
Il Pyraminx è stata inventato nel 1970 da Uwe Mèffert e commercializzato a partire dal 1981 dalla compagnia giapponese Tomy Toys.

## Descrizione
Il nome Pyraminx è dovuto al fatto che il puzzle ha forma tetraedrica, quindi piramidale. Ogni faccia contiene 9 triangolini, ma i pezzi ruotabili sono 4 vertici, 6 spigoli e 12 centri. Il puzzle è risolto quando ogni faccia contiene triangolini di un solo colore.

## Permutazioni
Il Pyraminx può assumere 933 120 diverse posizioni.

## Tempi record sul Pyraminx

### Record del mondo
|              | Tempo        | Nome         | Nazione     | Competizione           | Dettagli                     |
| ------------ | ------------ | ------------ | ----------- | ---------------------- | ---------------------------- |
| Singolo      | 0,75 secondi | Elijah Brown | Stati Uniti | Berkeley Winter A 2023 |                              |
| Media 3 su 5 | 1,51 secondi | ezra shere   | Stati Uniti | Flag city summer 2023  | 1,61, 1,53, 1,42,,1,39, 1,57 |

### Record italiani
|              | Tempo        | Nome            | Competizione              | Dettagli                     | Video |
| ------------ | ------------ | --------------- | ------------------------- | ---------------------------- | ----- |
| Singolo      | 1,14 secondi | Lorenzo Mauro   | AOpen in Rome 2022        |                              |       |
| Media 3 su 5 | 2,18         | Davide Arnesano | Italian Championship 2022 | 2,00, 2,66, 2,59, 1,87, 1,96 |       |